# Erich Hartmann (fotograf)

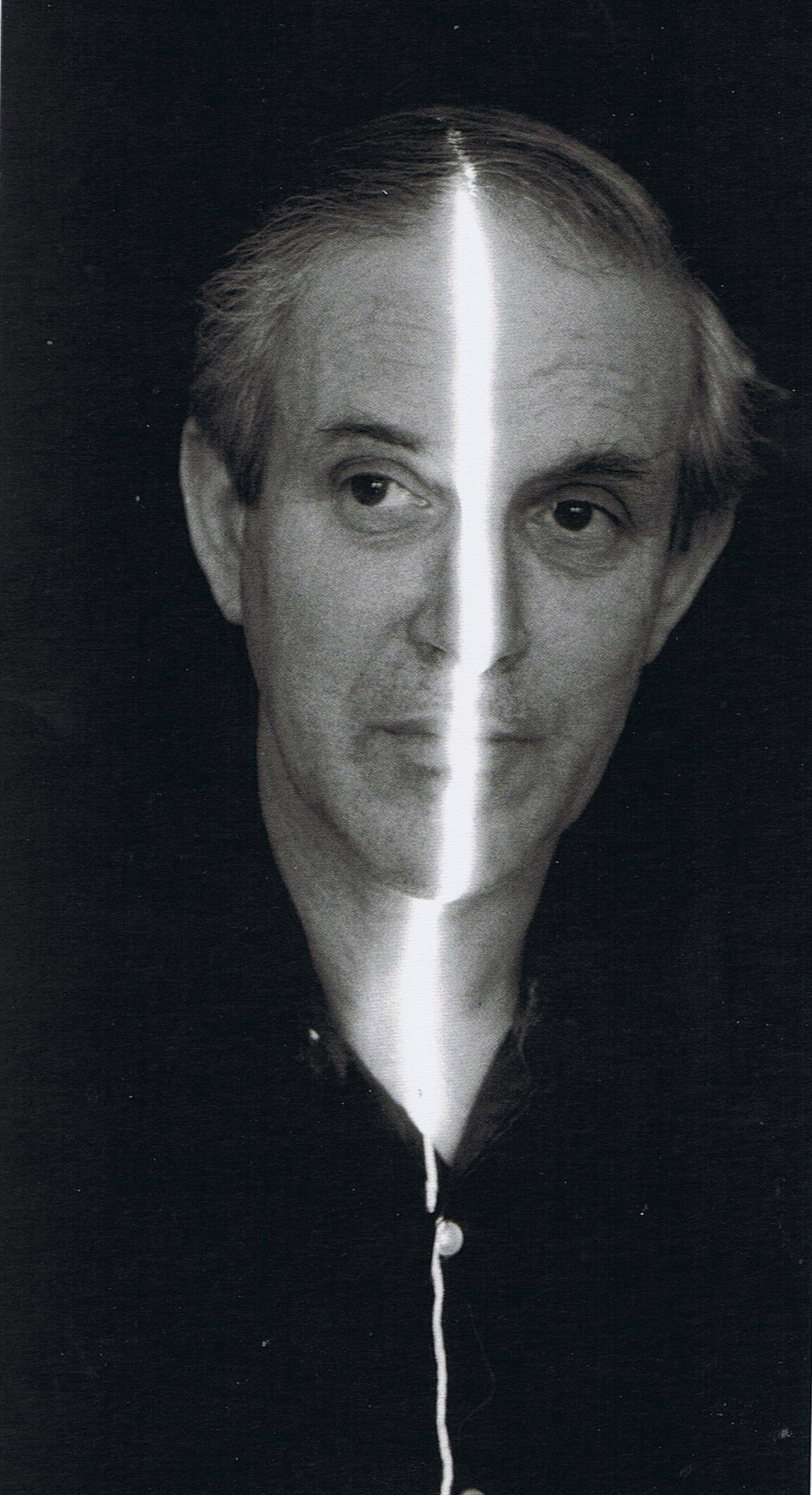
Erich Hartmann, autoportrét, 1977

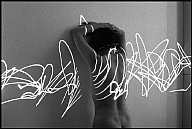
Kreslení světlem
(c) Erich Hartmann/Magnum

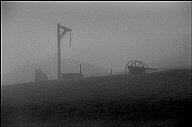
Koncentrační tábor Natzweiler-Struthof, Francie
(c) Erich Hartmann/Magnum

Erich Hartmann (29. července 1922, Mnichov, Německo – 4. února 1999, New York, USA) byl americký fotograf německého původu, člen agentury Magnum Photos.

## Život v Německu
Narodil se 29. července 1922 v německém Mnichově jako nejstarší dítě rodičů, kteří žili v Pasově, malém městě na Dunaji v blízkosti rakouských hranic. Rodina patřila ke střední třídě, jeho otec byl sociální demokrat, který sloužil během první světové války a byl Brity uvězněn, byl ve společnosti velmi respektován. V roce 1930, když mu bylo osm let, zhotovil své první fotografie.
Život byl po nacistickém převratu v roce 1933 stále obtížnější po všech stránkách - následovala omezení osobní, finanční, obchodní, rodinné a deportací Židů do tzv. "pracovních táborů" do nedaleké obce Dachau.
V roce 1938, dva dny po atentátu na německého diplomata Ernst vom Ratha v Paříži (7. listopadu), začalo řízené antižidovské násilí po celém Německu. V časných hodinách dne 10. listopadu začalo koordinovaného ničení v městech a vesnicích po celé Třetí říši. Během Křišťálové noci byly ničeny synagogy, pleněny židovské obchody a domy a systematicky ničena okna a výlohy (odtud výraz křišťálová). V srpnu rodina přijala možnost emigrovat do Spojených států, s čestným prohlášením vzdálených příbuzných v Albaně, New York.

## Rané fotografické dílo
Anglicky v rodině hovořil pouze Erich Hartmann, který pracoval v textilní továrně v Albaně, navštěvoval večerní střední školu a později též večerní kurzy Siena College, kde získal bakalářský titul. Dne 8. prosince 1941, den po útoku na Pearl Harbor, kdy USA vstoupily do války, Erich Hartmann narukoval do americké armády. Trénoval ve Virginii a Ohio, jeho čas přišel až roku 1943, kdy pracoval jako soudní tlumočník u nacistického soudu v německém Kolíně nad Rýnem. Na konci války se přestěhoval do New Yorku, kde se v roce 1946 oženil s Ruth Bains. Měli spolu dvě děti, Nicholase (nar. v roce 1952) a Celii (nar. 1956). Během těchto let působil jako asistent portrétního fotografa a pak na volné noze. Studoval na New School for Social Research s Charlesem Leirensem, Berenice Abbottovou a Alexejem Brodovičem. V průběhu let portrétoval například osobnosti jako byli architekt Walter Gropius, spisovatel Arthur Koestler a Rachel Carsonová, hudebníci Leonard Bernstein a Gidon Kremer, herec Marcel Marceau a mnoho dalších. Hudba hrála velkou roli v jeho životě a díle: "Hudba mě chytila před fotografií, vzpomněl si." V domě mých rodičů moc hudby nebylo, kromě ručního gramofonu, na kterém jsem si nenápadně a opakovaně přehrával záznam z árie "Carmen". To bylo ještě předtím, než jsem uměl číst!".
V 50. letech se stal známý široké veřejnosti svým poetickým přístupem k vědě, průmyslu a architektuře sérií fotografických esejí v časopisu Fortune s názvem The Deep North, The Building of Saint Lawrence Seaway a Shapes of Sound. Později zhotovil podobné eseje pro francouzský, německý a americký časopis Geo a další magazíny. Po celý život pro časopisy velmi cestoval po USA, Evropě a Japonsku, ale cestoval také pro mnoho společností, jako jsou IBM, Nippon Airways, Citroën, Citibank Boeing, Ford, Schlumberger, pro které používal především barevnou fotografii. V roce 1952 dostal pozvánku do agentury Magnum Photos, mezinárodního spolku fotografů, který založili v roce 1947 fotografové Robert Capa, David Seymour, George Rodger a Henri Cartier-Bresson. V představenstvu fungoval v letech 1967 - 1986 a jako prezident v letech 1985-1986.

## Fotožurnalismus a eseje
Jeho první samostatná výstava Sunday with the Bridge obsahovala studie Brooklynského mostu, a byla zahájena v Muzeu města New York v roce 1956. V roce 1962 jeho knihy a putovní výstava Chléb náš vezdejší cestovala po Spojených státech. Následovala celá řada výstav ve Spojených státech, Japonsku a Evropě. Přednášel na Letní akademii v Salcburku, v Rakousku, na Vysoké škole žurnalistiky v Syracuse University, mimo jiné pořádal workshopy a semináře, získal řadu vyznamenání, včetně ceny Photokina (Kolín nad Rýnem, Německo), CRAF International Award (Itálie), Newhouse Citation in Photography (USA) a řadu ocenění klubu Art Directors Club.
Jeho hlavní zájem směřoval fotograficky v životě zachytit způsob, jaký mají lidé vztah ke svému přirozenému prostředí a prostředí, které vytváří. Cykly Chléb náš vezdejší a Svět práce pokračovaly jako dlouhodobé projekty. Dokumentoval nejen průmysl a různé technologie - sklářství, stavbu lodí, zemědělství, produkci potravin, letectví, stavebnictví, výzkum vesmíru, vědecký výzkum - ale i kontexty lidské kultury s geografií: Shakespeare s Anglií, James Joyce a Dublin nebo Thomas Mann a Benátky.
Jeho osobní projekty ukazovaly fascinaci nad tím, jak technologie mohou ztělesňovat krásu: abstraktní vzory kapky inkoustu ve vodě, intimní portréty drobných precizně vyrobených součástek nebo laserové světlo v přirozeném a umělém prostředí: "V 70. letech se stal posedlý laserovým světlem, Ruth Hartmann na to vzpomíná: Viděl, že způsob, jak světlo skutečně "píše", "foto"-"grafuje". Začal experimentovat svícením laserovým světlem přes různé druhy skla, přes optické hranoly všech druhů, s jejichž pomocí vytváří klikyháky, lámal světlo na části... Dosáhl vlastní rafinované techniky, dokázal kontrolovaně promítat koncentrované laserové světlo na krajinu i na lidi. To vedlo k velké show v New Yorku a několika dalším menším představením."
Dne 4. února 1999 Erich Hartmann nečekaně zemřel na infarkt v New Yorku.

## Výstavy
Výběr výstav:
- 2009 Erich Hartmann - Clair Gallery, Munich, Německo
- 2008 A Place in Maine - Magnum Gallery, Paris, Francie
- 2007 Music Makers - United World College of the Adriatic, Duino, Italy
- 2007 Mannequin Factory - Ikona Gallery, Venice, Italy
- 2006 Writing with Light - Atlas Gallery, London, UK
- 2005 Writing with Light - Artefact Gallery, Zurich, Switzerland
- 2005 Dublin 1964 - Memphis in May - Robinson Gallery, Memphis, Tennessee, US
- 2004 Dublin 1964 - Gallery of Photography, Dublin, Ireland
- 2004 Security, Privilege and Freedom: A Transatlantic Crossing on Queen Elizabeth South Street Seaport Museum, New York, US
- 2000-2002 Where I Was - Fotohof, Salzburg, Austria; Leica Gallery, New York, US; Sankt Anna Kapelle, Passau, Německo; Jewish Museum, Munich, Německo; Leica Gallery, Tokyo, Japan
- 1995-2008 In the Camps, Arc de Triomphe, Paris, Francie; Goethe House, New York, US; Leica Gallery, New York, US; NGBK Gallery, Berlin, Německo; Kunsthaus, Hamburg, Německo; St. Anna Kapelle, Passau, Německo; National Monument, Camp Vught, Netherlands; Palazzo delle Esposizioni, Rome, Italy ; Villa Cian, Spilimbergo, Italy; Sala San Leonardo, Venice, Italy and other venues in US and Europe
- 1991 High Technology - shown v Berlíně a v Bonnu v Německu a v dalších městech v Evropě
- 1989 Musicians at Work - Lockenhaus Music Festival, Austria
- 1988 Veritas - Cathedral of St. John the Divine, New York, US
- 1987 Washington - Magnum Gallery, Paris, Francie
- 1985 The Heart of Technology - Paris, Amsterdam, Hamburg, Tokyo
- 1984 Erich Hartmann Slept Here - Residenz Gallery, Salzburg
- 1983 Macroworld - Olympus Galleries in Paris, Hamburg, Tokyo, London
- 1982 Train Journey - French Cultural Institute, New York ;numerous other venues in the US ; Paris, Tokyo, Hamburg
- 1982 Europe in Space - The Photographers' Gallery, London. UK;
- 1978 A Play of Light - Neikrug Gallery, New York, US
- 1977 Photographs with a Laser - AIGA Gallery, New York, US ; Fiolet Gallery, Amsterdam, Netherlands
- 1976 Carnet de Route & Natures Mortes - Photogalerie, Paris, France
- 1971 Mannequin Factory - Underground Gallery, New York, US; Fiolet Gallery, Amsterdam, Netherlands;
- 1962 Our Daily Bread - The Coliseum, New York, US; Department of Agriculture, Washington, D.C., US; numerous other venues in the US
- 1956 Sunday with the Bridge - Museum of the City of New York, US; Brooklyn Museum, New York, US

## Ocenění
- Photokina Award, Cologne, Německo
- International Award from Centro di Ricerca e Archiviazione della Fotografia, Spilimbergo, Italy
- The Newhouse Medal from Syracuse University
- The Art Director's Club Prize

## Publikace
- 2000 Where I Was, Otto Muller Verlag, Austria
- 1995 In The Camps, W.W. Norton Company US; UK; Dans le silence des camps, La Martinière, France; Stumme Zeugen : Photographien aus konzentrazionslagern, Lambert Schneider, Německo; Il Silenzio dei campi, Contrasto, Italy
- 1972 Space: Focus Earth, The European Space Research Organization and Arcade, US; L'Europe des satellites, hommes et techniques, Arcade, Francie
- 1965 About OXO, Spectator Publications, US